# Petrikirche (Höxter)

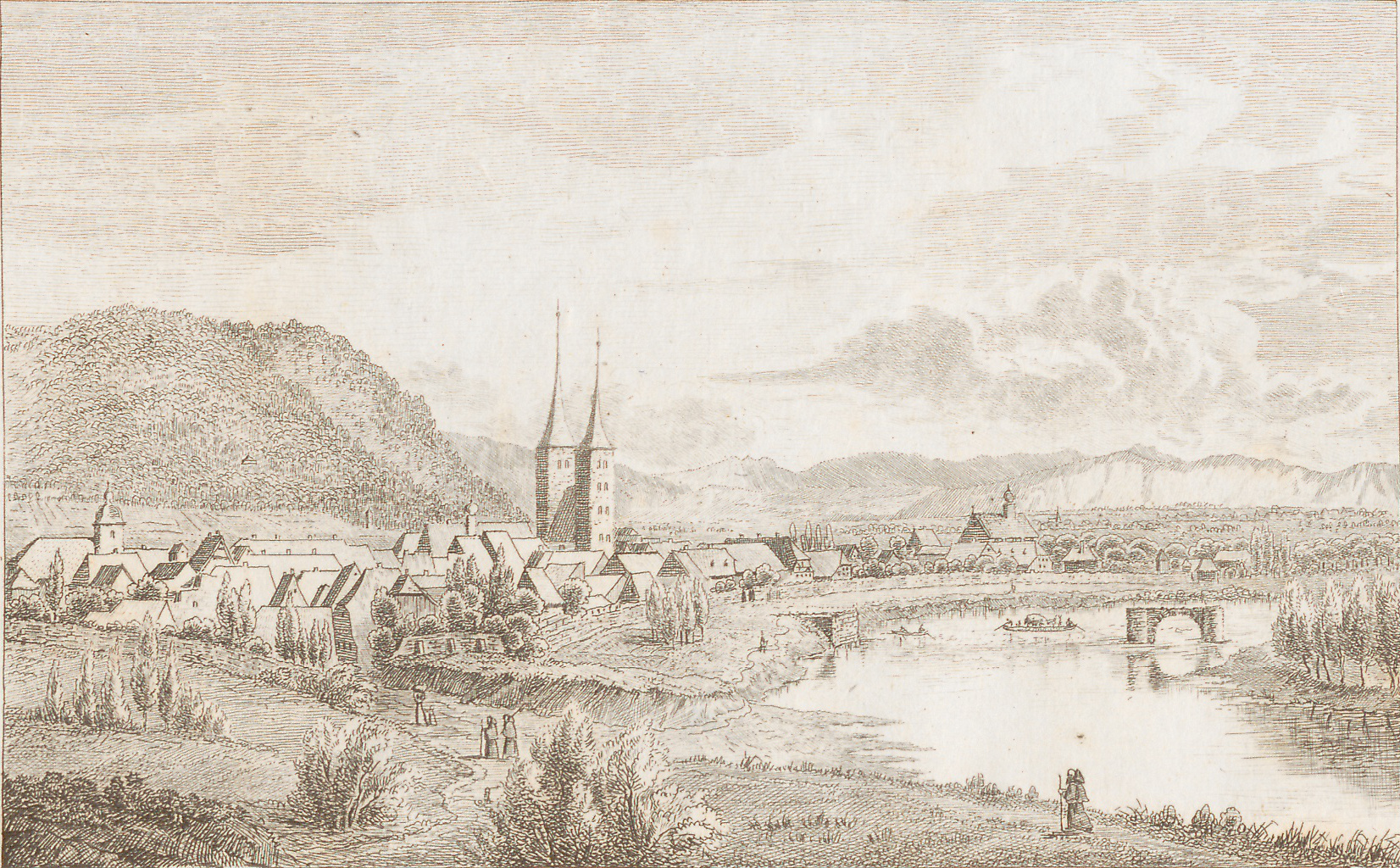
Ansicht von Höxter um 1800; die Petrikirche befindet sich am linken Bildrand.

Die Petrikirche war eine der drei Hauptkirchen der Stadt Höxter und von 1533 bis zu ihrem Abbruch 1810 evangelisch-lutherische Gemeindekirche. Eine 1968 eingeweihte neue Petrikirche an der Schlesischen Straße westlich der Altstadt wurde 2014 geschlossen und 2017 an einen Bestatter verkauft.

## Geschichte
Die Pfarrkirche St. Petri wurde vermutlich um das Jahr 1100 am Westrand des Marktortes Höxter gegründet und erst mit dem Stadtmauerbau ab 1152 in die Altstadt einbezogen. Die Kirche fand 1245 ihre Ersterwähnung. Nach der Zerstörung der Siedlung Corvey wurde 1266 das 863 gegründete Paulusstift Nienkerken durch den Paderborner Bischof Simon von der Lippe an die Petrikirche verlegt, was seitens des Corveyer Abtes offiziell aber erst 1348 anerkannt wurde. Die katholische Pfarrstelle war mit der Position des Stadtdechanten für Stadt und Land Corvey verbunden.
1533 wurde seitens des Magistrats in Höxter an allen drei Hauptkirchen der Stadt die Reformation eingeführt. Erster evangelischer Pfarrer an der Petrikirche wurde Franz Wedenen aus Einbeck. In seiner nur kurzen Amtszeit von drei Monaten kam es zu einem Bildersturm, wobei sechs Altäre sowie zahlreiche Statuen und Bilder zerstört wurden. Auf Betreiben des hessischen Landgrafen Philipp wurde am 8. Juli 1533 ein Vertrag zwischen der Stadt und dem Kanonikerstift von St. Petri geschlossen, wobei die Petrikirche als Simultankirche genutzt wurde, indem die katholischen Stiftsherren drei bis viermal in der Woche im Chor der Kirche ihr Chorgebet verrichten durften. Bis zum Augsburger Interim von 1548, das die Aufsicht über die Kirchen und Schulen der Stadt wieder dem Petrikapitel übertrug, amtierte Vitus Cotius an der Petrikirche. Da es aber zwischen dem Rat und dem Corveyer Abt als Landesherrn zu keiner Einigung kam, ließ letzterer die Petrikirche für zwei Jahre schließen. Auf Drängen der Bürgerschaft wurde jedoch 1550 der frühere evangelische Pfarrer der Kilianikirche, Mollner, an die Petrikirche berufen, wo er bis zu seinem Tode amtierte.
Infolge des Restitutionsedikts von 1629 wurde auch die Petrikirche wieder katholisch. Der Dreißigjährige Krieg brachte, nachdem Gustav II. Adolf 1632 Höxter eroberte, einen mehrfachen Wechsel der Konfessionszugehörigkeit; erst 1674 wurde durch den Administrator des Corveyer Landes, Fürstbischof Christoph Bernhard von Galen, zusammen mit der Kilianikirche auch die Petrikirche endgültig der evangelischen Seite zugesprochen, während die Nikolaikirche katholisch blieb.
Das 18. Jahrhundert sah einen kontinuierlichen Streit zwischen den beiden evangelischen Pfarrkirchen der Stadt. Schon das Vordringen des Pietismus an der Petrikirche hatte um 1740 zu ersten Verstimmungen geführt. Anlässlich des Endes des Siebenjährigen Kriegs 1763 konnten sich die beiden Pfarrer – Gerke an Petri und Grothusen an Kiliani  –  nicht über das Vorrecht der Predigt bei dem gemeinsamen Festgottesdienst einigen, so dass dieser gänzlich unterblieb und jede Zusammenarbeit mit der jeweils anderen Gemeinde abgelehnt wurde.
Anlässlich der Wahl des Pfarrers an der Petrikirche, die zugleich die letzte Wahl eines Pfarrers an der alten Petrikirche sein sollte, kam es in den Jahren 1788 bis 1790 zu einem Zerwürfnis zwischen Stadtrat und Kirchengemeinde, da letztere die Kandidatenauswahl nicht akzeptieren wollte und am 17. Mai 1790 eigenmächtig Johann Adolf Langrock durchsetzte. Anlässlich der Einführung eines neuen Gesangbuches zu Ostern 1807, der sich Langrock widersetzte, wurde er für acht Wochen suspendiert und der Pfarrer der Kilianikirche, Sasse, mit der Amtsführung beauftragt. Am 5. Juli 1810 erfolgte seitens der Regierung des Königreichs Westphalen in Kassel die Verfügung zum Abbruch der Petrikirche und der Zusammenlegung beider evangelischen Kirchengemeinden. Am 25. August 1810 schließlich fand der letzte Gottesdienst in der Petrikirche statt, die im darauffolgenden Jahr abgebrochen wurde. An ihrer Stelle wurde die Bürgerschule erbaut. Heute befindet sich an ihrem Standort in der Westerbachstraße das Gebäude der Stadtverwaltung Höxter.

## Architektur
Das Aussehen der mittelalterlichen Petrikirche ist durch die anlässlich ihres Abbruchs erstellten Aufmaßzeichnungen überliefert. Demnach handelte es sich um eine flachgedeckte romanische Basilika, deren Langhaus von sechs rundbogigen Arkaden getragen wurde. Der Westfassade war, offensichtlich nachträglich, ein übergiebelter Turmbau mit achtseitigem Turmhelm vorgestellt, im Osten schloss sich ein zweijochiger kreuzrippengewölbter gotischer Saalchor an, der nach der Übersiedlung des Stifts Nienkerken im Jahre 1265 an die Petrikirche angebaut und in reformatorischer Zeit durch eine Trennmauer zum Schiff hin geschlossen wurde.

### Ausstattung
Wie die beiden anderen Hauptkirchen Höxters erhielt auch die Petrikirche 1712 eine Orgel des Orgelbauers Johann Berenhard Klausing aus Herford. Nachdem die Orgel 1810 der Marienkirche in Volkmarsen und der Luther-Kirche in Holzminden zum Kauf angeboten wurden, erwarb sie Wolff Ganß aus Höxter. Der weitere Verbleib ist unbekannt.
| Hauptwerk        |     |
| Bordun           | 16′ |
| Praestant        | 8′  |
| Gemshorn         | 8′  |
| Rohrflöte        | 8′  |
| Gedackt          | 8′  |
| Oktav            | 4′  |
| Quinta           | 3′  |
| Octav            | 2′  |
| Sesquialtera III |     |
| Mixtur IV–VI     |     |

| Positiv   |    |
| Quintade  | 8′ |
| Gamba     | 8′ |
| Oktave    | 2′ |
| Flöte     | 2′ |
| Scharf II |    |

| Pedal     |     |
| Subbass   | 16′ |
| Principal | 8′  |
| Waldflöte | 2′  |
| Posaune   | 16′ |